# Георги Константинов (анархист)
Вижте пояснителната страница за други личности с името Георги Константинов.
Георги Константинов Георгиев (известен в определени среди с прякора Анархията) е български анархист и атентатор.
Осъден е през 1953 г. за атентат срещу паметник на Сталин. В периода 1973 – 1991 г. е политически емигрант във Франция. Автор е на книги за анархизма и за дейността на „Държавна сигурност“.

## Биография
Георгиев е роден на 15 май 1933 г. в Горна Джумая, Царство България. Завършва математика. На 19 години организира взривяването на паметника на Сталин в Борисовата градина в София. Това става на 3 март 1953 г. Слез 2 дни Сталин умира. Само това и фактът, че е освидетелстван като душевно болен отървават Константинов от смъртна присъда. Влиза в затвора и излежава 10 от общо 20-те години, на които е осъден. След амнистия през 1962 г. е освободен, но остава под постоянното наблюдения на „Държавна сигурност“.
През 1973 г. успява да избяга през Югославия. Установява се във Франция и живее там до 1991 г. След амнистия се завръща в София (има задочна смъртна присъда), за да доживее старините си в България. Активен деец е на Федерацията на анархистите в България, журналист във вестник „Свободна мисъл“, автор на редица анархистични трудове като „Антиистория славянобългарска“, издател на ИК „Шрапнел“.

## В политиката
През 2007 г. Константинов е предложен от СДС за член на комисията по досиетата. На 26 март 2007 г. Държавната комисия по сигурността на информацията отхвърля официално кандидатурата му. Причината са 25 тома данни на Национална служба „Сигурност“ за негова терористична дейност.

### Спомени
- „Ставайте робове! Аз не ща ярем...“. Документално фантастичен роман. София: Шрапнел, 2005.
- Адски калейдоскоп (Спомени на затворника), Част 1 – 2. София: Шрапнел, 2006, 383 с.
- Напред и ако пътят води към Голгота! Спомени от времето на зрелия социализъм, том 1 – 2. София: Шрапнел, 2009.
  - т.1: Напред и ако пътят води към Голгота![неработеща препратка]
  - т.2: Свободата, Санчо, е велико нещо[неработеща препратка]
- Емигрантски спомени – т.1, т.2 и т. 3.

### Анализи
- Барутни (по)мисли (Статии 1974 – 1989). София: Шрапнел, 2004, 359 с.
- Иде ли… световната социална революция (Доклад пред IX конгрес на ФАБ).
- Роботронната и биотехнологична революции, селското стопанство и изхранването на човечеството: Проблеми и решения. София: Шрапнел, 2000, 47 с.
- Възможна ли беше съпротивата срещу ДС?. София: Шрапнел, 2001.
- С думи, вместо с куршуми. София: Шрапнел, 2001.
- Константинов, Георги. Анти история славянобългарска.   София, Шрапнел, 1991. с. 288.
- Краят на държавата и капитала. София: Шрапнел, 2000, 320 с.

### Преводи
- Невидимият комитет. Идващият бунт //   ФАБ.
- Регионален съюз в Рона-Алпи на Федерацията. Един проект за социална революция //   ФАБ.
- Бакунин, Михаил. Избрани страници за и от него //   Шрапнел, 2004.

## Филмография
- Последната свобода на Георги Константинов (2019) – документален филм, реж. Росен Елезов, сц. Росен Елезов и Тошо Пейков.[3]